# Schloss Torup

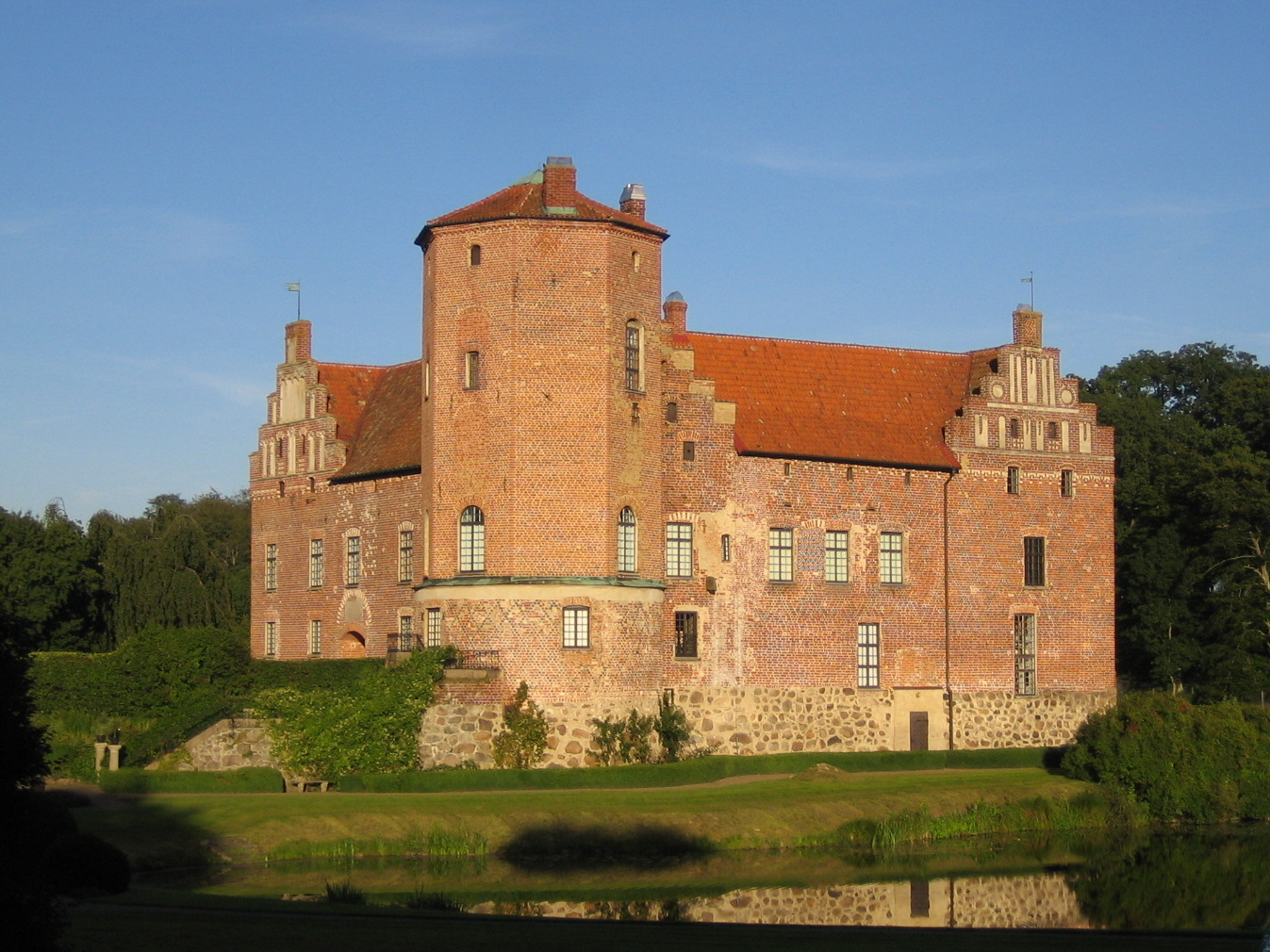
Schloss Torup von Westen

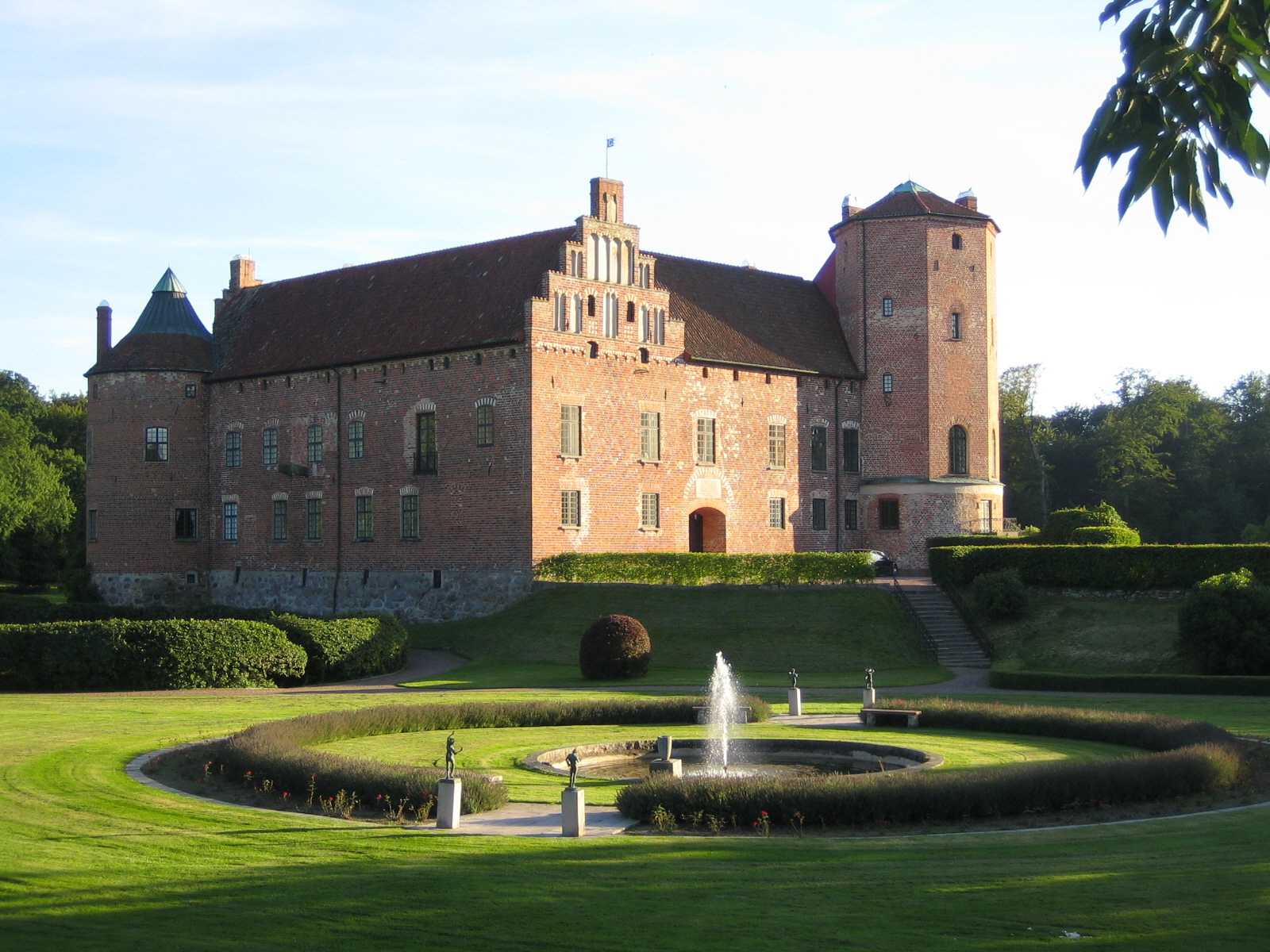
Das Schloss von Norden

Schloss Torup ist ein Prachtbau in der schwedischen Gemeinde Svedala in der historischen Provinz Schonen.
Torup ist eines der am besten erhaltenen mittelalterlichen Schlösser Skandinaviens mit einer Geschichte, die bis in die Zeit um 980 zurückreicht. Das Gebäude hat drei Etagen und wurde hauptsächlich aus Ziegelsteinen errichtet. An den viereckigen Grundriss schließt im Nordwesten ein achteckiger sowie im Südosten ein runder Turm an.
Direkt am Schloss liegt ein 365 Hektar großes Erholungsgebiet mit Spazier-, Jogging- und Reitwegen die durch einen Buchenwald führen. Ein Lagergebäude aus dem 18. Jahrhundert wurde als Sammelplatz für die Besucher eingerichtet. Hier gibt es Umkleideräume, ein Kraftsportcenter und ein Café.

## Geschichte
Der Bau des heutigen Schlosses wurde in der Mitte des 16. Jahrhunderts durch die dänische Großgrundbesitzerin Görvel Fadersdotter vom Adelsgeschlecht Sparre begonnen. Über ihren dritten Mann, Reichsrat Lave Brahe (1500–1567), gelangte das Schloss an die Familie Grubbe. In dieser Zeit wurde das Schloss oft von König Christian IV. besucht, der seinen Soldaten den Auftrag gab, einen See um das Gebäude aufzustauen. Dieser See existierte bis 1775. In der folgenden Zeit gehörte Torup unter anderem Corfitz Ulfeldt, dem dänischen Königshaus und der Adelsfamilie Beck.
In den 1790er Jahren wohnte hier der Österreichische Gutsverwalter Franz Xaver Schober (1759–1802), dessen vier Kinder hier geboren wurden, darunter der Dichter Franz von Schober (1796–1882).
1811 versammelten sich 1.000 bis 1.500 Knechte am Schloss Torup, um gegen Karl XIV. Johann und die landesweite Zwangsmusterung zu protestieren. Daraus entwickelte sich ein Bauernaufstand, der kurz darauf blutig niedergeschlagen wurde.
Das Schloss ging um 1812 an die Familie Stjernblad und den Hofmarschall Gustaf Julius Coyet (1775–1862), der das verfallene Gebäude renovieren ließ. Durch Heirat kam das Schloss im 20. Jahrhundert zur Familie Otto von Leithners, die es 1970 an die Stadt Malmö verkaufte. Die Erben der Familie von Leithner besitzen ein Nutzungsrecht bis 2035.